# Onze-Lieve-Vrouw Onbevlekt Ontvangenkerk (Schakkebroek)

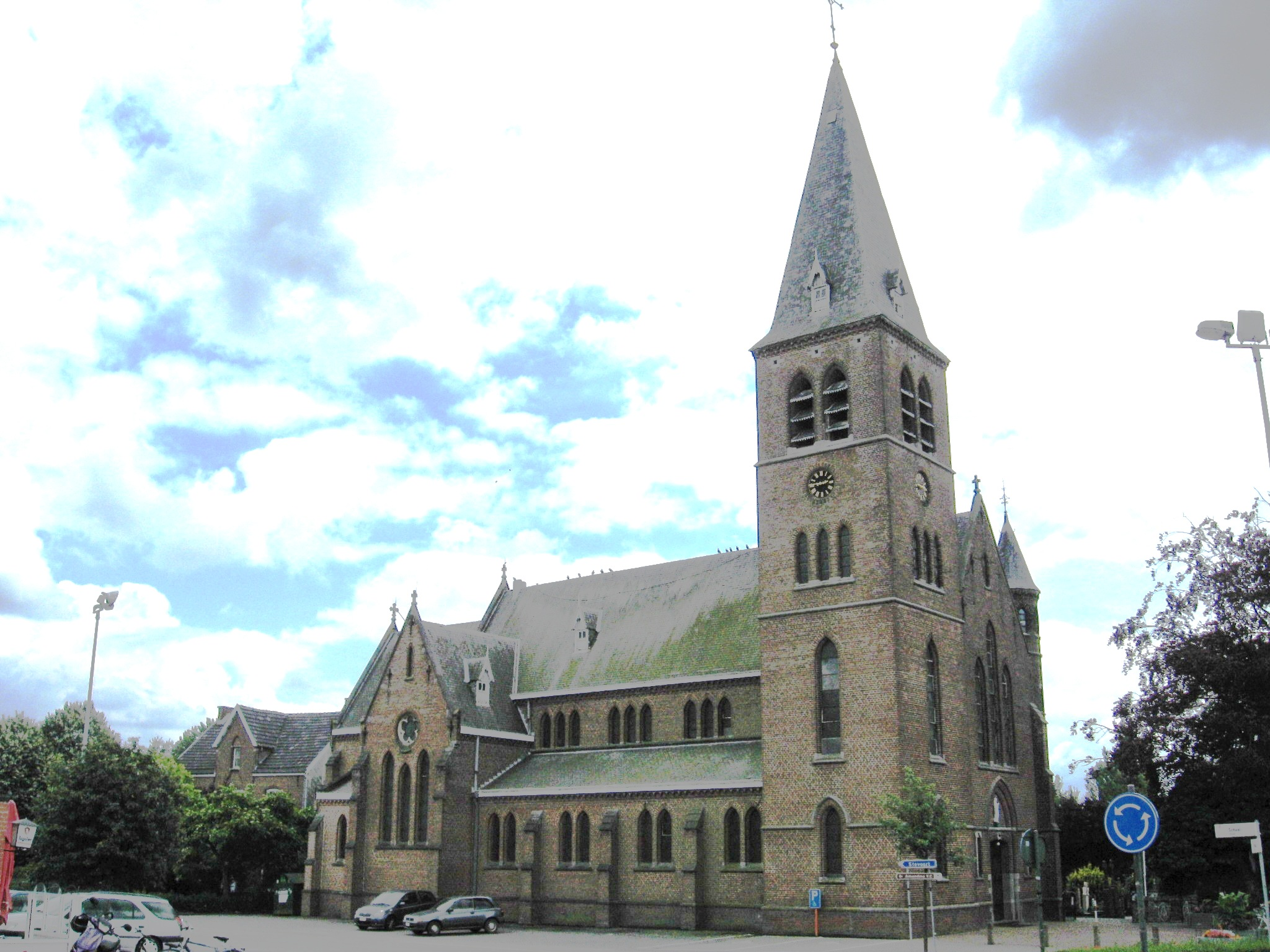
Onze-Lieve-Vrouw Onbevlekt Ontvangenkerk

De Onze-Lieve-Vrouw Onbevlekt Ontvangenkerk is de parochiekerk van Schakkebroek, gelegen aan de Amandinaweg.
De kerk werd gebouwd van 1908-1909, en ook in 1909 werd de parochie van Schakkebroek afgesplitst van die van Herk-de-Stad. Het is een bakstenen kruisbasiliek in neogotische stijl. De vierkante westtoren bevindt zich aan de noordzijde. Deze heeft vier geledingen en een tentdak als spits. Onder de toren is een kapel ingericht ter ere van de heilige Amandina van Schakkebroek. Aan de noordzijde van de westgevel van de kerk bevindt zich een traptorentje.
De kerk bezit een gepolychromeerd beeld van de Heilige Rita van omstreeks 1700, en een piëta van 1602. Ook is er een altaarstuk, voorstellende episoden uit het leven van de Heilige Amandina, door Leon Pringels.